# Fläckig sprutfisk
Fläckig sprutfisk (Toxotes chatareus) är en fiskart som först beskrevs av Hamilton 1822.  Fläckig sprutfisk ingår i släktet Toxotes och familjen Toxotidae. Inga underarter finns listade i Catalogue of Life.